# Arkel (dorp)

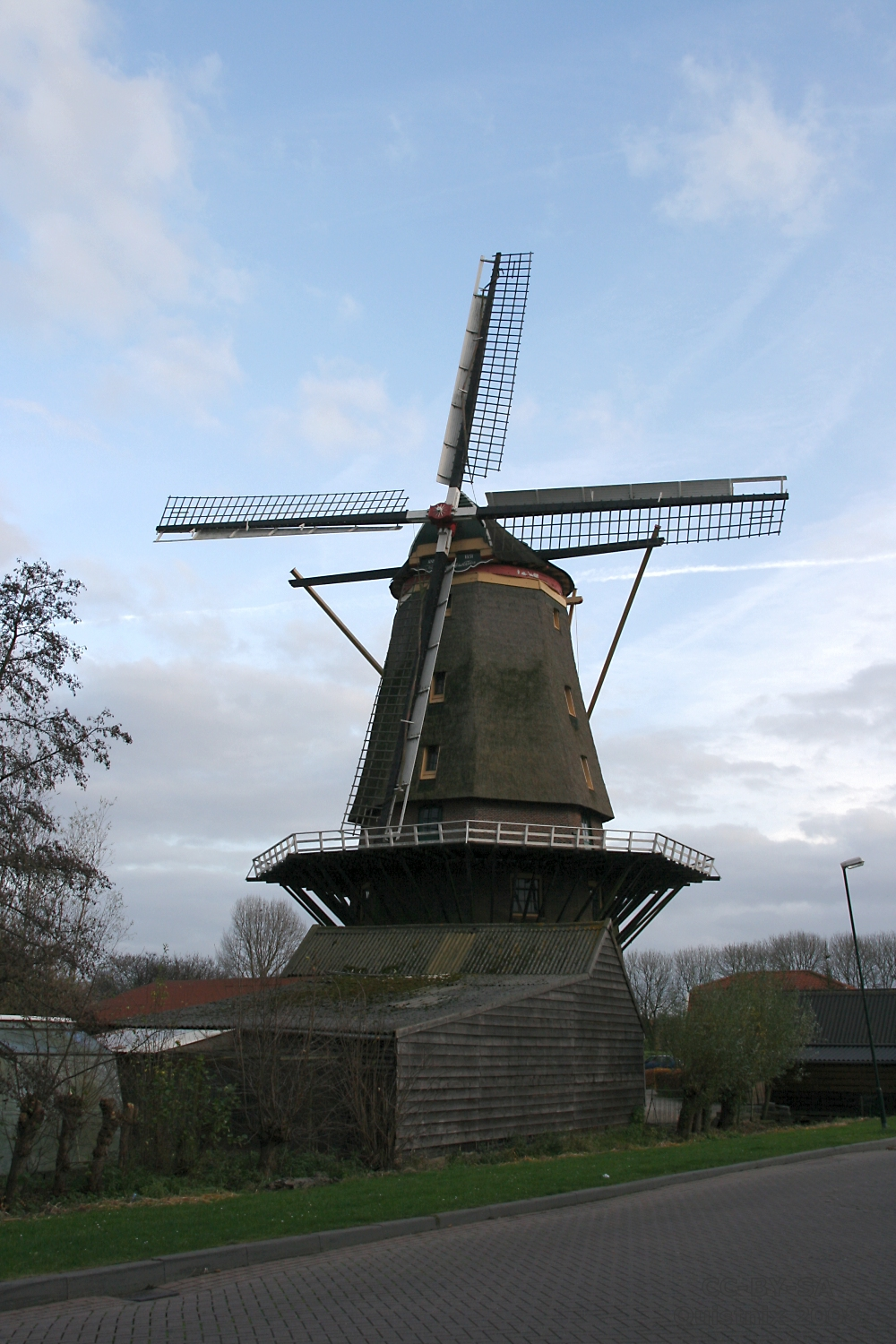
Molen Jan van Arkel

Arkel is een Nederlands dorp in de gemeente Molenlanden, in de Alblasserwaard, in de Nederlandse provincie Zuid-Holland, iets ten noorden van Gorinchem in het gelijknamige Land van Arkel. In 2023 had Arkel 3.420 inwoners.

## Geschiedenis
De naam Arkel (Arkloa, Arclo) is mogelijk afgeleid van ark, "kleine sluis of dam" ofwel van Germaans *arga, slecht, en -loo, bos.
Arkel wordt nog steeds omringd door water: enerzijds de Linge, aan de andere zijde het Merwedekanaal. Arkel strekt zich vanaf het dorp helemaal uit over het Verbindingskanaal tot Kedichem, Nieuwland en zelfs bijna tot Leerdam.
Volgens 16e-eeuwse kroniekschrijvers zou Arkel al in 983 gesticht zijn door Jan van Arkel, die daar huwde met ene "Rooie Jannetje", die ter plaatse woonde en waar hij zijn leven lang zeer op steunde. Deze versie wordt tegenwoordig echter als niet-historisch beschouwd.
Nog vóór 1008 zou er een kasteel zijn gebouwd. Aanvankelijke bouwheer van deze Arkelsburg was Heiman van Arkel, maar hij overleed waarna zijn zoon Foppo het kasteel voltooide. In de 13e eeuw is deze burcht van Arkel verdwenen.
Herbaren II van der Lede, leenman van de heerlijkheid Ter Leede, vestigde zich rond 1234-1240 bij Arkel. Hij werd hiermee de stamvader van het latere geslacht van Arkel. 
De geschiedenis van Arkel is nauw verweven met die van de nabijgelegen vestingstad Gorinchem. De Heren van Arkel hebben lange tijd over dit gebied en over Gorinchem geheerst.
In 1826 kwam het Rijksstoomgemaal Arkelse Dam gereed. Het was een primeur in het land, het was de eerste keer dat een stoommachine werd gebruikt voor de aandrijving van een scheprad. Het gemaal heeft tot 1950 dienst gedaan. In 1992 was er een grote brand en een jaar later werd het gebouw gesloopt.

## Bestuur
Bij de vorming van de gemeentes op 1 januari 1812 ging Arkel deel uitmaken van de gemeente Kedichem. Al op 1 april 1817 werd Arkel een zelfstandige gemeente. Op 1 januari 1986 kwam een eind aan de zelfstandigheid en werd Arkel deel van de gemeente Giessenlanden. Deze gemeente ging op zijn beurt op 1 januari 2019 op in de gemeente Molenlanden.

## Bezienswaardigheden
Het dorp Arkel heeft weinig culturele bezienswaardigheden en bestaat voor het grootste gedeelte uit naoorlogse woningen. Het koepelkerkje aan de Onderweg is echter wel bijzonder. Tot 1865 stond er een kruiskerkje, maar dat was zo erg vervallen, dat in 1866, met financiële steun van Willem II een nieuwe kerk werd gebouwd, die echter in 1929 afbrandde. In dat jaar werd het huidige Koepelkerkje gebouwd.
In het dorp staat de voormalige korenmolen Jan van Arkel uit 1852.

## Vervoer
Station Arkel is het treinstation van Arkel.
Buslijnen 80, 704 en 705 hebben diverse haltes in Arkel. Al het openbaar vervoer in Arkel wordt uitgevoerd door Qbuzz

## Geboren
- Maria van Arkel (ca.1389-1415), Vrouwe van Egmont en IJsselstein
- Wim Roma (1930-2024), zanger, tekstschrijver en componist
- Cornel Lagrouw (1958-1989), cameraman